# Febres Cordero (Los Ríos)
Febres Cordero ist eine Kleinstadt und eine Parroquia rural („ländliches Kirchspiel“) im Kanton Babahoyo der ecuadorianischen Provinz Los Ríos. Verwaltungssitz ist Mata de Cacao. Die Parroquia besitzt eine Fläche von 359,5 km². Die Einwohnerzahl lag im Jahr 2010 bei 17.985.

## Lage
Die Parroquia Febres Cordero liegt am Fuße der westlichen Anden. Das Gebiet hat eine Längsausdehnung in NW-SO-Richtung von 38 km sowie eine maximale Breite von etwa 12 km. Der Río Chilintomo fließt entlang der südlichen Verwaltungsgrenze nach Nordwesten. Der Río San Pablo und dessen rechter Nebenfluss Río Changuil begrenzen das Areal im Norden. Der Hauptort Mata de Cacao befindet sich am rechten Flussufer des Río Chilintomo 28,5 km südöstlich der Provinzhauptstadt Babahoyo.
Die Parroquia Febres Cordero grenzt im Nordwesten an das Municipio von Babahoyo, im Norden an die Parroquia Montalvo (Kanton Montalvo), im Osten an die Provinz Bolívar mit der Parroquia San José del Tambo (Kanton Chillanes) sowie im Südosten, im Süden, im Südwesten und im Westen an die Provinz Guayas mit dem Kanton General Antonio Elizalde und den Parroquias Coronel Lorenzo de Garaicoa und Simón Bolívar (beide im Kanton Simón Bolívar) und dem Kanton Jujan.

## Orte und Siedlungen
Neben dem Hauptort Mata de Cacao und dem größeren Ort Pueblo Nuevo gibt es mehrere kleinere Siedlungen.

## Geschichte
Die Parroquia Febres Cordero wurde am 14. Mai 1936 gegründet. Namensgeber war der venezolanische Militär und südamerikanische Unabhängigkeitskämpfer León de Febres Cordero (1797–1872). Ursprünglich war das Recinto Febres Cordero Sitz der Verwaltung. Am 10. Juni 1977 zog die Verwaltung nach Mata de Cacao.